# Marquesado de Alventos
El Marquesado de Alventos es un título nobiliario español creado por el rey 
Carlos III en 1761 a favor de José de Rojas y Contreras.
Su nombre se refiere al Cortijo de Alventus, antiguo donadío situado en el municipio andaluz de Trebujena, en la provincia de Cádiz.

## Marqueses de Alventos
- José de Rojas y Contreras, I marqués de Alventos.
- Antonio de Rojas y Prieto, II marqués de Alventos.
- José María de Rojas y Ponce de León, III marqués de Alventos.
- Antonio de Rojas y Aguado, IV marqués de Alventos.
- Ricardo de Rojas y Porres, V marqués de Alventos.
- José María de Rojas y Ezpeleta, VI marqués de Alventos.
- Narcisa de Rojas y Brieva Ezpeleta, VII Marquesa de Alventos.
- Alfonso de Medina y Rojas, VIII marqués de Alventos,[2] VI marqués de Esquivel y V marqués de la Peñuela.
- Manuel de Medina y Echevarría, IX marqués de Alventos.[3]